# Udo Haß
Udo Haß (* 22. Dezember 1949 in Hermannshagen) war Fußballspieler im Deutschen Fußball-Verband der DDR. Für den FC Vorwärts Berlin/Frankfurt/O. spielte er in der Oberliga, der höchsten Spielklasse des DFV. Er ist zweifacher Juniorennationalspieler.
Haß wuchs in dem kleinen Heideort Hermannshagen nahe der Ostsee auf, zog aber bald mit den Eltern in die damalige Bezirkshauptstadt Rostock. Dort begann er mit neun Jahren bei der Betriebssportgemeinschaft Lokomotive Rostock organisiert Fußball zu spielen. 1962 wurde er in die Schülermannschaft des FC Hansa Rostock aufgenommen und durchlief danach die weiteren Nachwuchsmannschaften. Am 16. September 1967 bestritt er ein Länderspiel mit der DDR-Junioren-Nationalmannschaft. In der Begegnung Polen – DDR (4:0) wurde er als Verteidiger eingesetzt. Ein zweites Juniorenländerspiel absolvierte er am 27. September 1967. Ein Jahr später wurde Haß mit Hansa Rostock DDR-Juniorenmeister. Nach seiner Schulausbildung durchlief Haß eine Lehre zum Maschinenbauer.
Für die Saison 1968/69 wurde er vom FC Hansa für die 2. Mannschaft, die in der zweitklassigen DDR-Liga spielte, als Verteidiger gemeldet. Sein erstes DDR-Ligaspiel bestritt er als Einwechselspieler am 8. September 1968 bei der Partie FC Hansa Rostock II -Chemie Premnitz (1:1). Die Saison beendete er mit insgesamt 15 von 30 DDR-Liga-Punktspielen, in denen er in der Regel als zentraler Abwehrspieler eingesetzt wurde. Auch für die Spielzeit 1969/70 wurde Haß wieder für Hansa II gemeldet und war dort von Beginn an Stammspieler in der Innenverteidigung. Sein letztes Spiel für Hansa Rostock absolvierte er am 12. April 1970 im DDR-Liga-Punktspiel Vorwärts Neubrandenburg – FC Hansa II (0:0). Damit war er insgesamt in 36 Punktspielen der 2. Mannschaft eingesetzt worden.
Im Mai 1970 musste Haß seinen Armeedienst antreten und wurde zur Armeesportgemeinschaft Vorwärts Stralsund abkommandiert. Auch Vorwärts Stralsund spielte zu dieser Zeit in der DDR-Liga, und bis Ende 1970 bestritt Haß für Vorwärts 13 Punktspiele. Zu Beginn des Jahres 1971 wurde das 1,88 m große Fußballtalent zum Schwerpunktklub der DDR-Armee, dem FC Vorwärts Berlin delegiert. Nach mehreren DDR-Liga-Spielen mit der 2. Mannschaft kam er am 26. Mai 1971 erstmals in der DDR-Oberliga zum Einsatz. Im Spiel Hallescher FC – FC Vorwärts (1:0) wurde er in 71. Minute für Manfred Müller eingewechselt. Auch in den folgenden fünf Oberligaspielen bis zum Saisonende spielte Haß in der 1. Mannschaft, sodass er in dieser Saison auf sechs Erstligaeinsätze kam. In der Spielzeit 1971/72 wurde der FC Vorwärts nach Frankfurt (Oder) umgesiedelt, und Haß spielte wieder überwiegend in der 2. Mannschaft. Nur einmal kam er in der Oberliga zum Einsatz. Auch 1972/73 spielte er nur dreimal in der Oberliga.
Nach zweieinhalb Jahren beim Armee-Club mit insgesamt 10 Oberligaspielen schloss sich Haß 1973 dem DDR-Liga-Aufsteiger TSG Bau Rostock an. Dort blieb Haß acht Jahre und beendete zum Ende der Saison 1980/81 seine aktive Laufbahn.